# Opel Commodore
El Opel Commodore es un automóvil de turismo del segmento E, del cual el fabricante de automóviles Opel produjo tres generaciones desde el inicio de 1967 hasta el verano de 1982. Equipaba exclusivamente motores de seis cilindros en línea.

## Historia

### Commodore A (1967–1971)

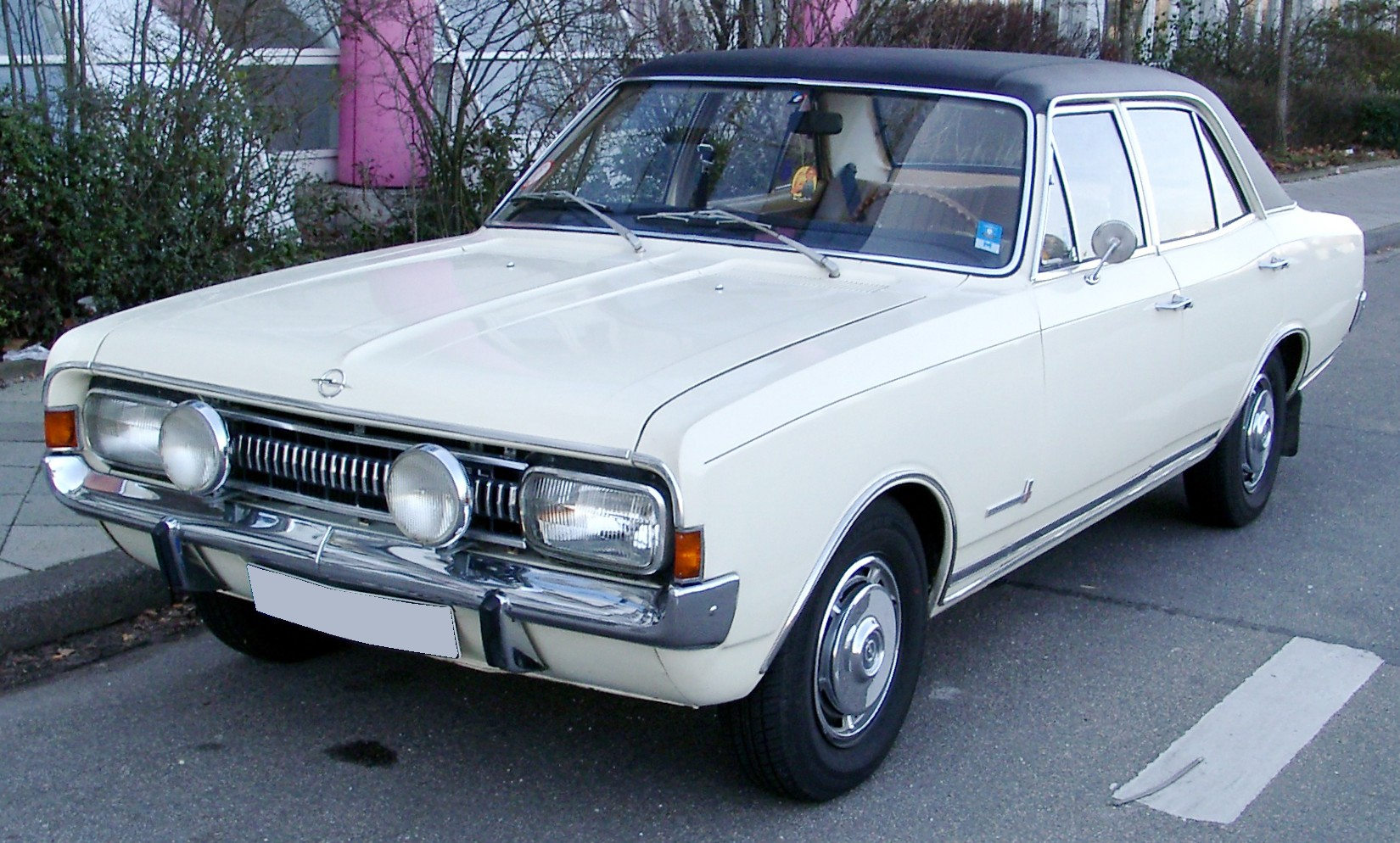
Opel Commodore (1967–1971).

Comercializado desde comienzos de 1967 como una versión mejorada del Opel Rekord C (el cual tenía motores de cuatro cilindros), el Opel Commodore A estaba disponible como sedán de tres cuerpos con 2 o 4 puertas, así como en versiones cupé de 2 puertas y descapotable.
La oferta comprendía seis motorizaciones:
- 2,2 – 95 CV (70 kW)
- 2,5S – 115 CV (85 kW), a partir de 1969: 120 PS (88 kW)
- 2,5H – 130 CV (96 kW) (GS)

A partir de 1970 se añadieron:
- 2,5E – 150 CV (110 kW) (GS/E)
- 2,8H – 145 CV (107 kW) (GS/2.8)

Del motor más pequeño de 95 CV y 2,2 litros de cilindrada se fabricaron pocas unidades. Este motor ya se había montado anteriormente en el “Rekord 6”, del que se comercializó una reducida serie un año antes del lanzamiento del Commodore.
Inicialmente estaban disponibles los modelos 2,5 S con 115 CV (120 CV a partir de agosto de 1969) y el más potente Commodore GS con el motor 2,5H de 130 CV. El tope de gama GS/E, comercializado a partir de febrero de 1970, montaba un motor 2,5-I con inyección electrónica Bosch D-Jetronic, el cual desarrollaba 150 CV, y podía equipar en opción un cambio automático de dos velocidades.
También se fabricó un reducido número de unidades de una versión denominada GS/2.8 con 2,8 litros de cilindrada y 145 CV.
Esta serie se caracterizó por equipar los motores Opel CIH introducidos en el Opel Rekord B, con árbol de levas en culata, situado junto a las válvulas, cadena de transmisión dúplex y válvulas accionadas por medio de taqués y balancines cortos. Este motor se empleó en casi todos los modelos grandes de Opel hasta entrada la década de 1990, en el Omega A (2.4i/2.6i/3.0i), Senator B (3.0i/3.0i 24V) y, finalmente, en el Frontera.

La producción del Commodore A alcanzó un total de 156.330 unidades entre febrero de 1967 y diciembre de 1971.

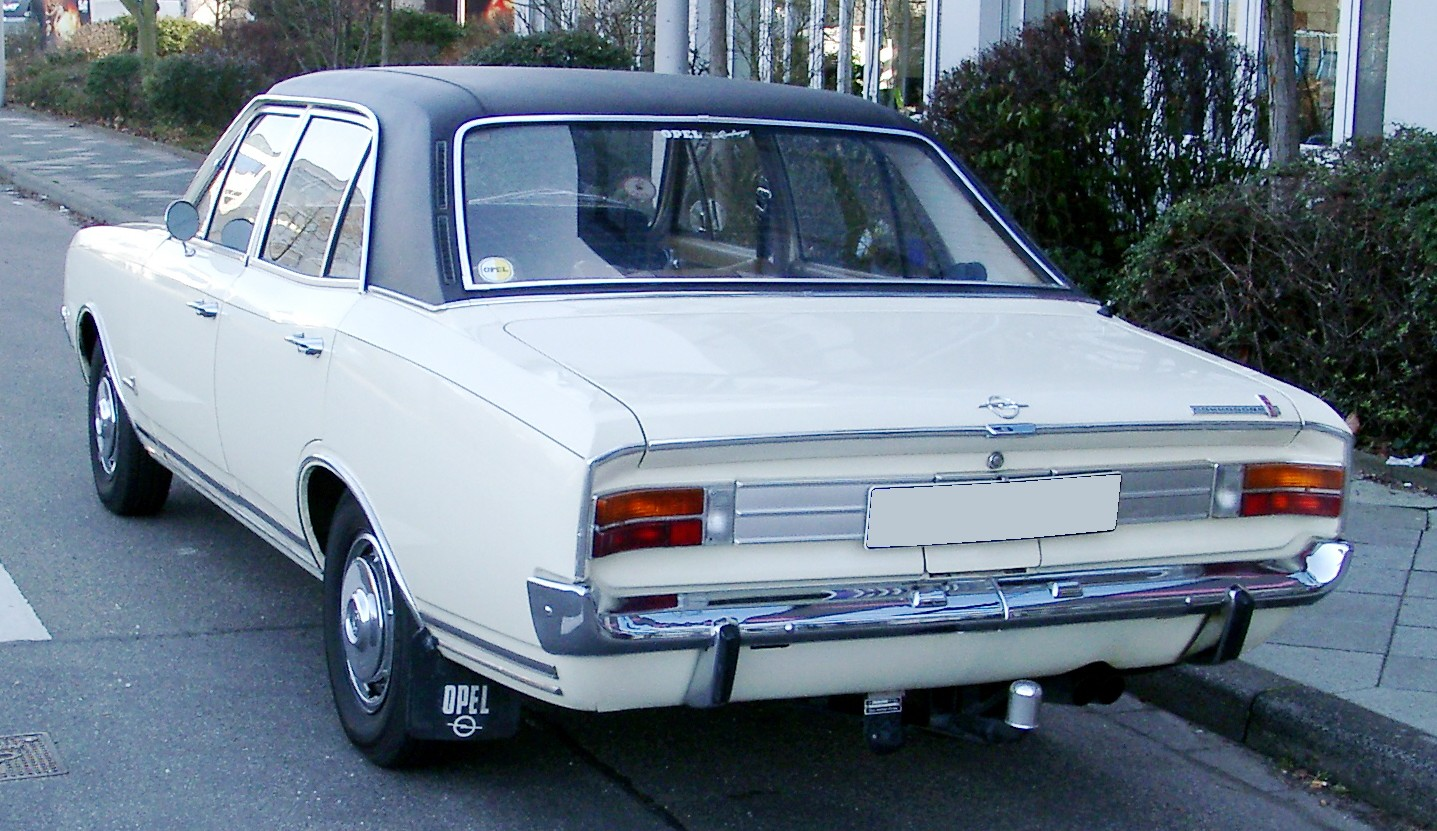
Vista posterior.
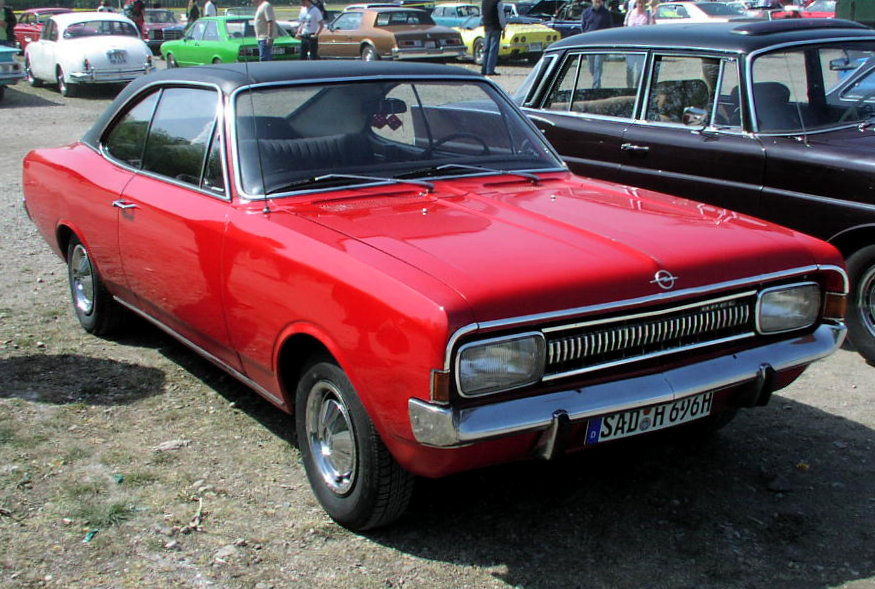
Opel Commodore Cupé (1967–1971).
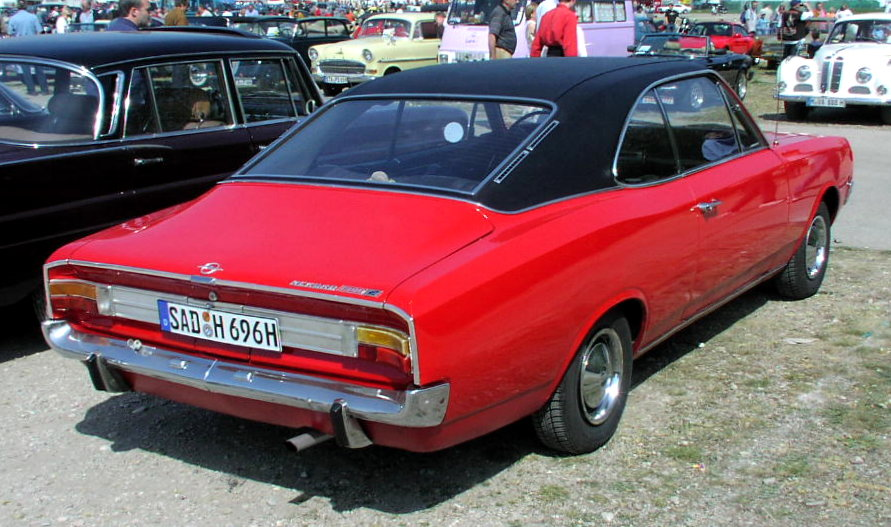
Vista posterior.
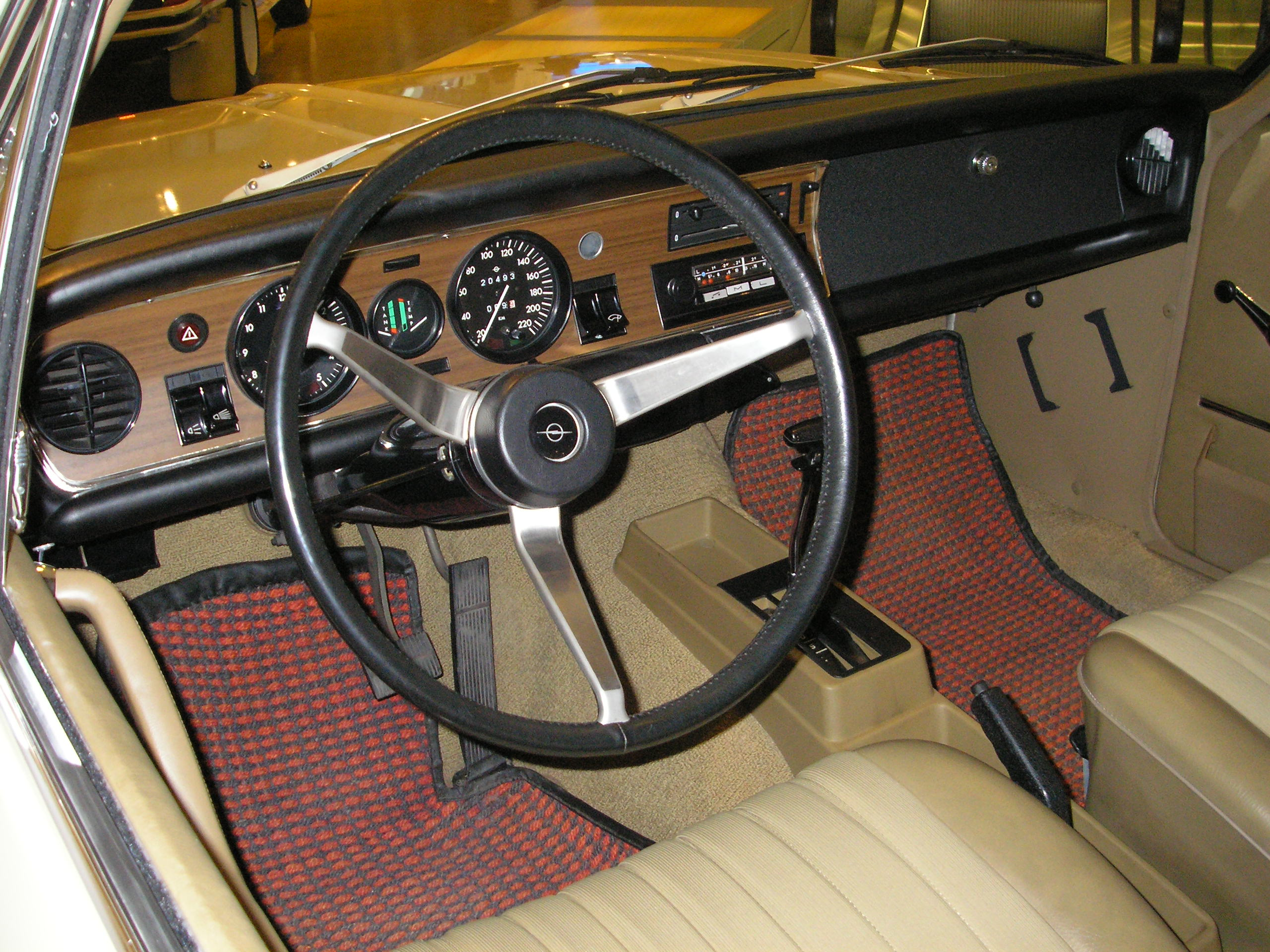
Interior del modelo automático.
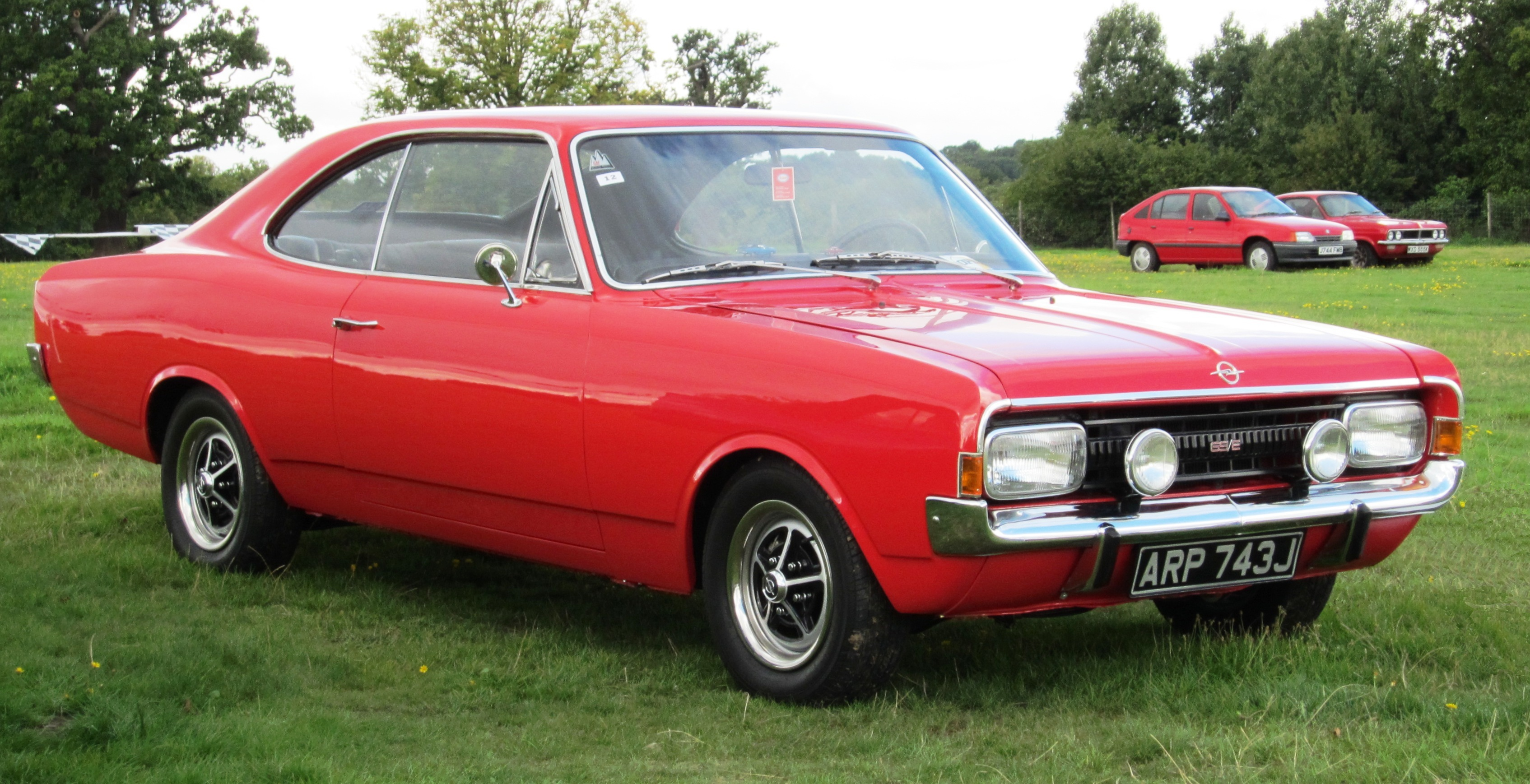
Opel Commodore GS/E.
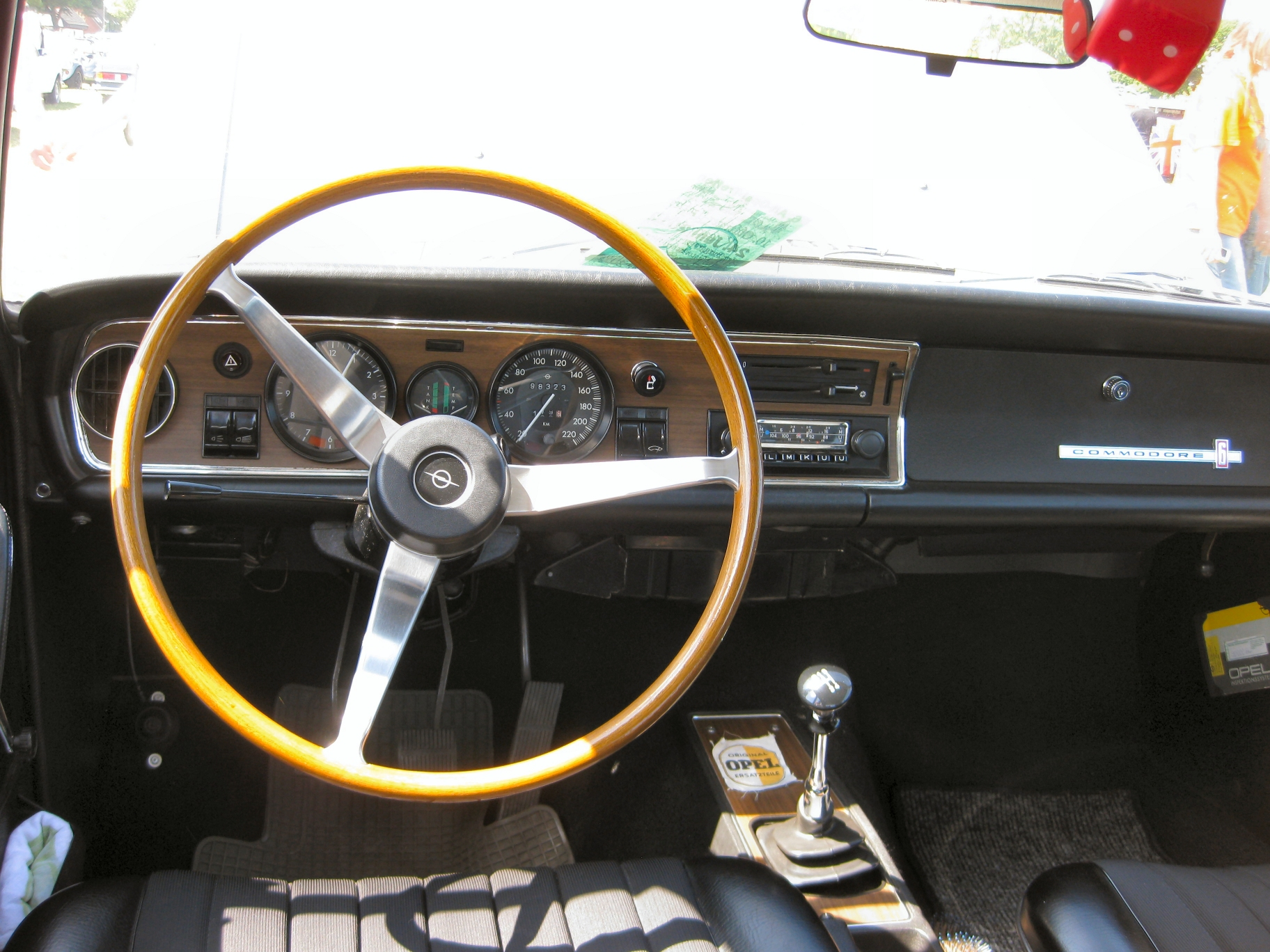
Interior (GS/E).
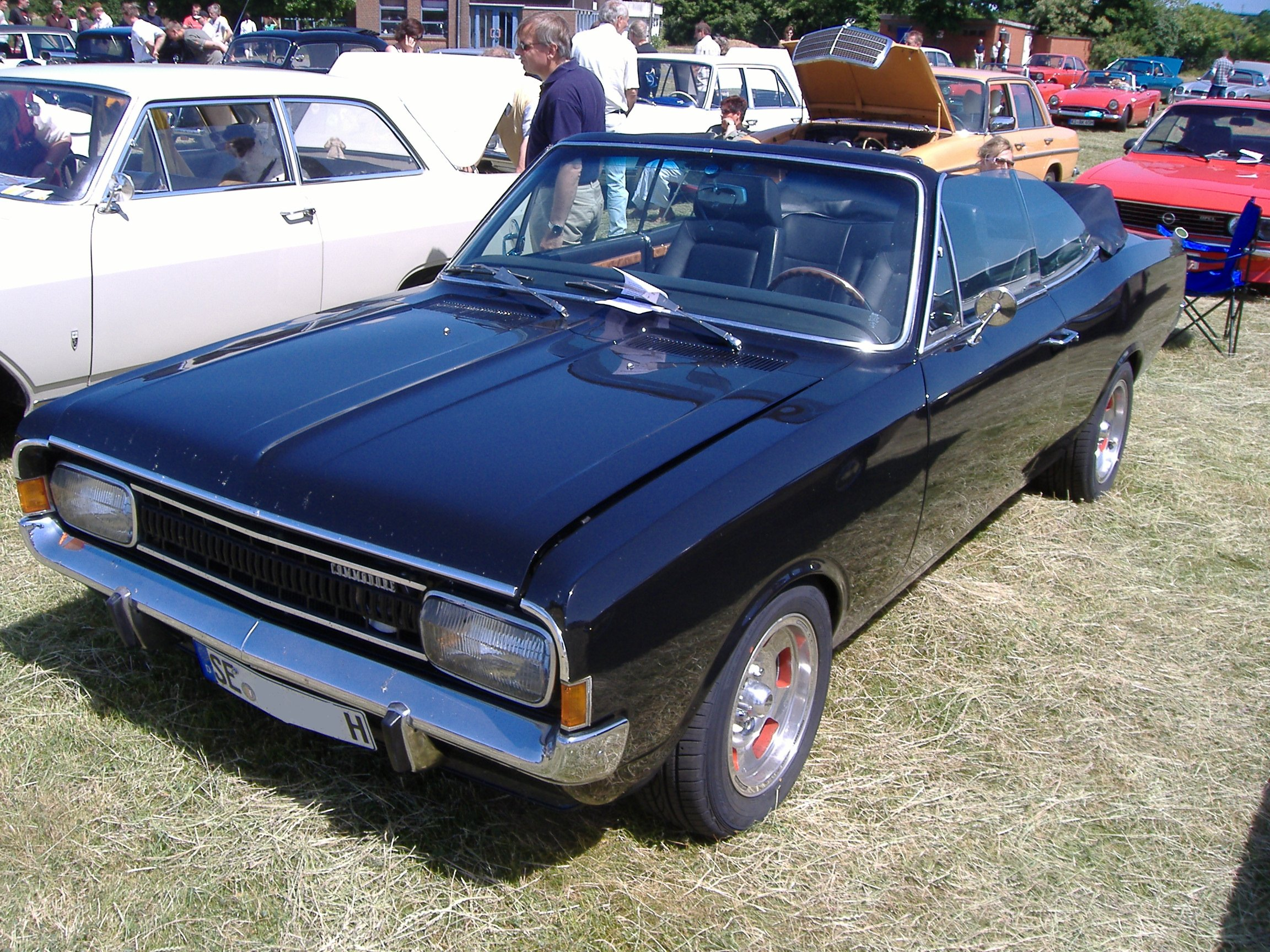
Opel Commodore con carrocería descapotable.
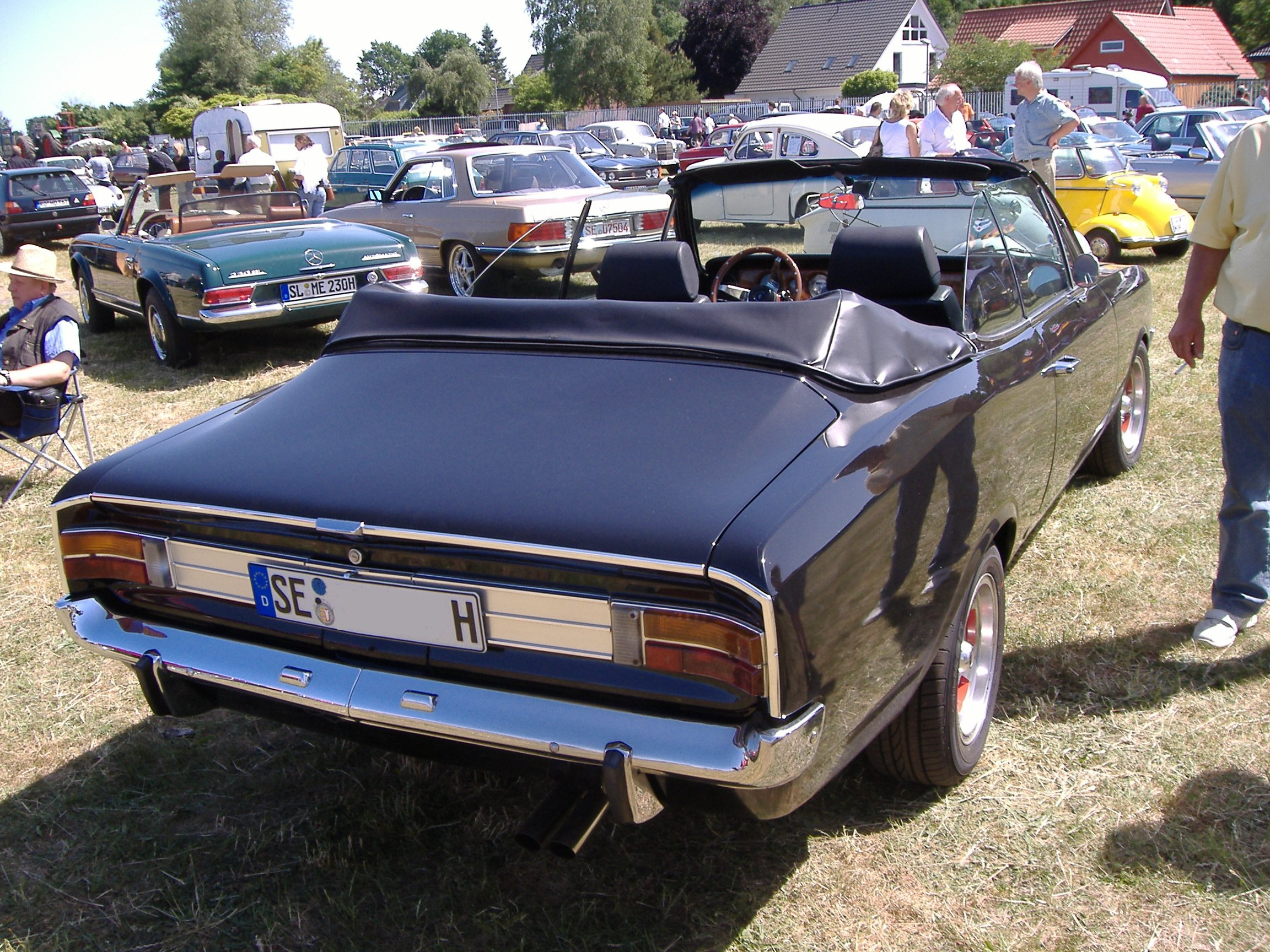
Vista posterior.
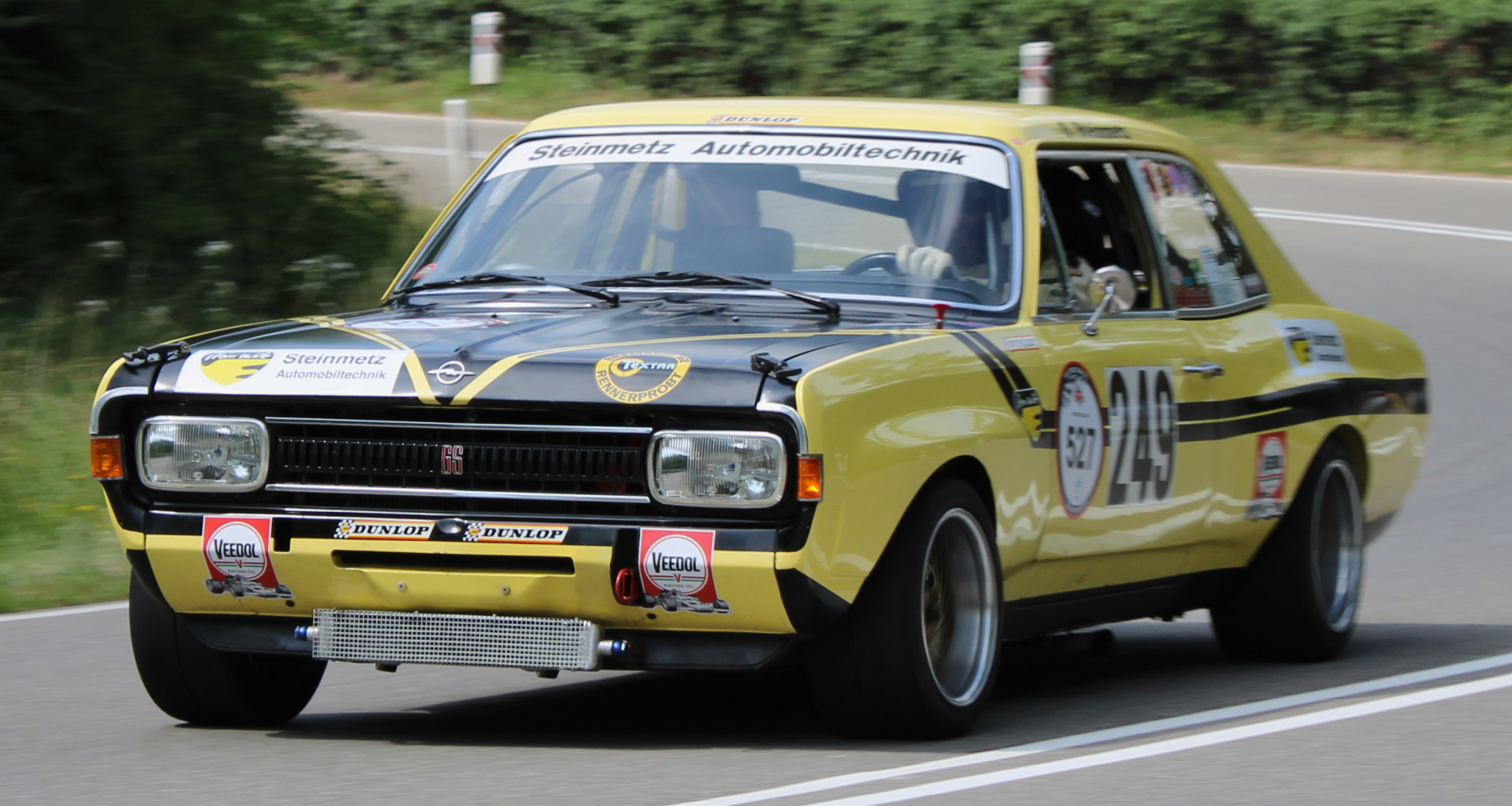
Opel Commodore GS3000 Steinmetz.

### Commodore B (1972–1977)

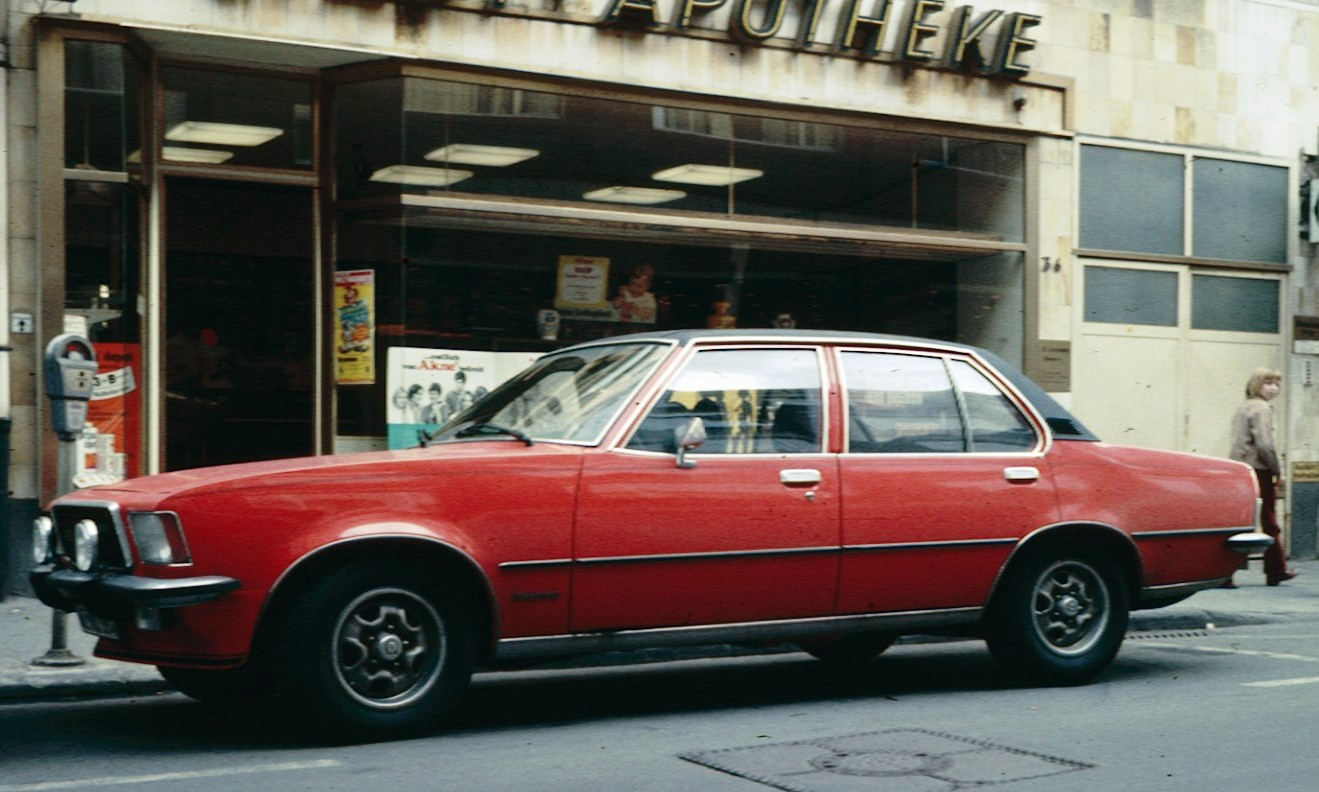
Opel Commodore (1972–1977).

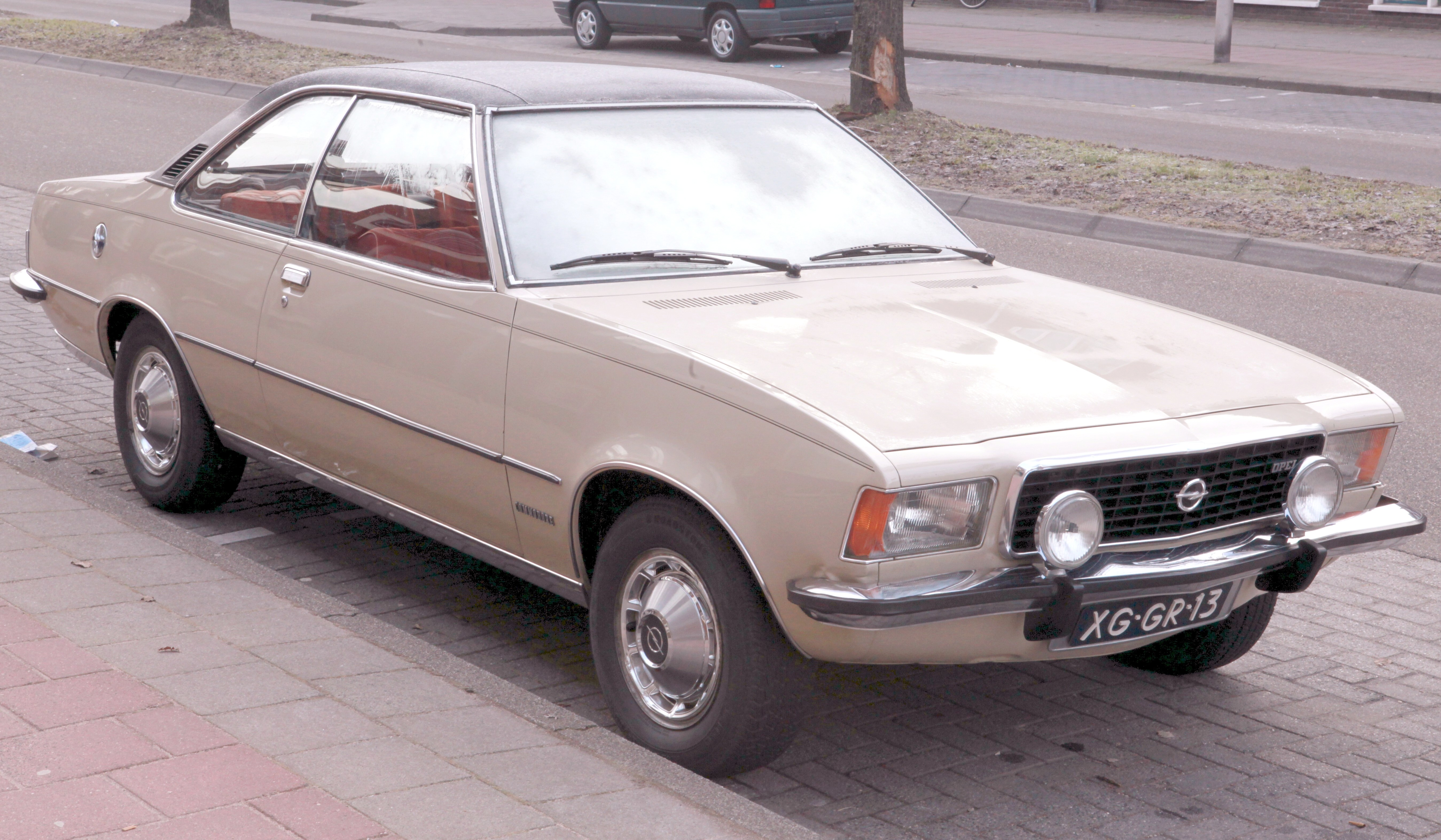
Opel Commodore Cupé (1972–1977).

En la primavera de 1972 se lanzó el modelo Commodore B, basado en el Opel Rekord D. Estos fueron los primeros modelos del grupo GM en los que se emplearon computadoras para calcular la resistencia del habitáculo.
Motorizaciones del Commodore B:
- Commodore 2.5 (6 cilindros en línea, 1 carburador de registro, 85 kW/115 CV, 1972–1977)
- Commodore GS 2.5 (6 cilindros en línea, 2 carburadores de registro, 96 kW/130 CV, 1972–1973)
- Commodore 2.8 (6 cilindros en línea, 1 carburador de registro, 96 kW/130 CV; a partir de 1975: 95 kW/129 CV, 1973–1977)
- Commodore GS 2.8 (6 cilindros en línea, 2 carburadores de registro, 104 kW/142 CV; a partir de 1975: 103 kW/140 CV, 1973–1977)
- Commodore GS/E 2.8 (6 cilindros en línea, inyección electrónica Bosch D-Jetronic, 118 kW/160 CV; a partir de 1975: 114 kW/155 CV, 1972–1977)

El 2.8 GS/E fue el tope de gama con una velocidad máxima de 200 km/h. Disponía de inyección electrónica D-Jetronic de Bosch y era la única versión con dirección asistida de serie.
Equipamiento opcional:
- Cambio automático de 3 velocidades (el cambio de serie era manual de 4 velocidades y retroceso)
- Dirección asistida (de serie en el GS/E)
- Llantas de aluminio y neumáticos 195/70R14
- Antena en el parabrisas (de serie en el GS/E)
- Faros antiniebla
- Lavafaros
- Pintura metalizada
- Techo de vinilo
- Espejo regulable desde el interior en el lado del conductor
- Espejo en el lado del pasajero (no regulable desde el interior)
- Tapicería de terciopelo

El Commodore B existió en dos versiones de carrocería: sedán de 4 puertas y cupé. Además, se produjeron algunos prototipos con carrocería familiar de 5 puertas, equipados con el motor de inyección 2.8 (para la federación alemana de esquí (Deutscher Ski-Verband), por ejemplo), así como un vehículo comercial con el motor del GS/E. No obstante, a pesar de disponer de la base técnica del Commodore, oficialmente se consideraron versiones del Rekord.

Entre marzo de 1972 y julio de 1977 se fabricaron 140.827 unidades del Commodore B, de las cuales 42.279 fueron de la versión cupé.

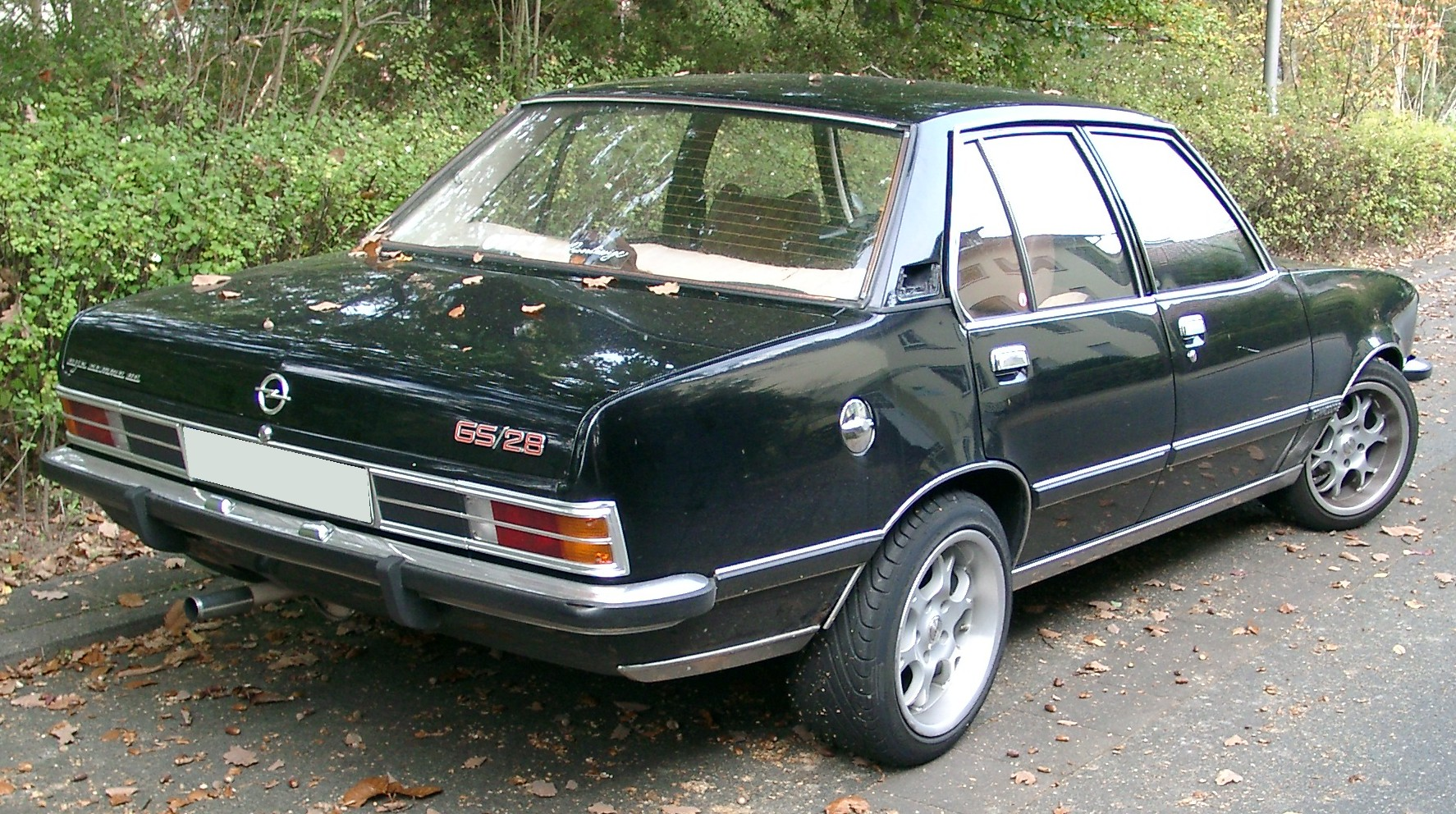
Opel Commodore GS.
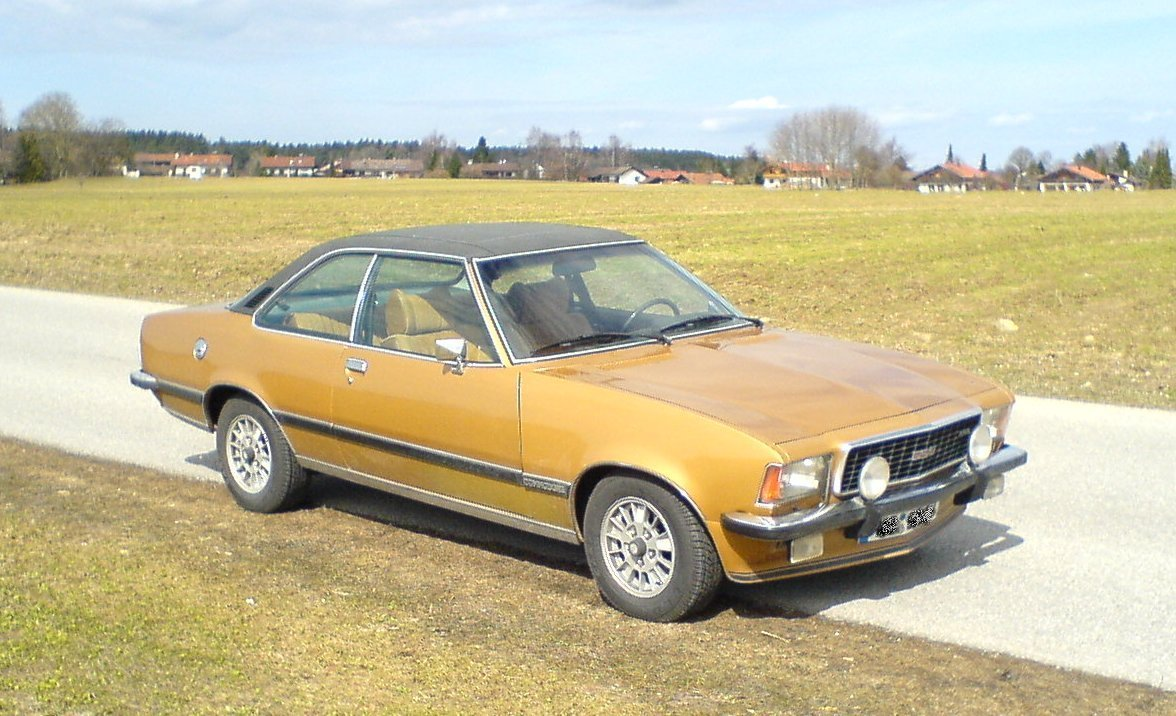
Opel Commodore GS/E Cupé.
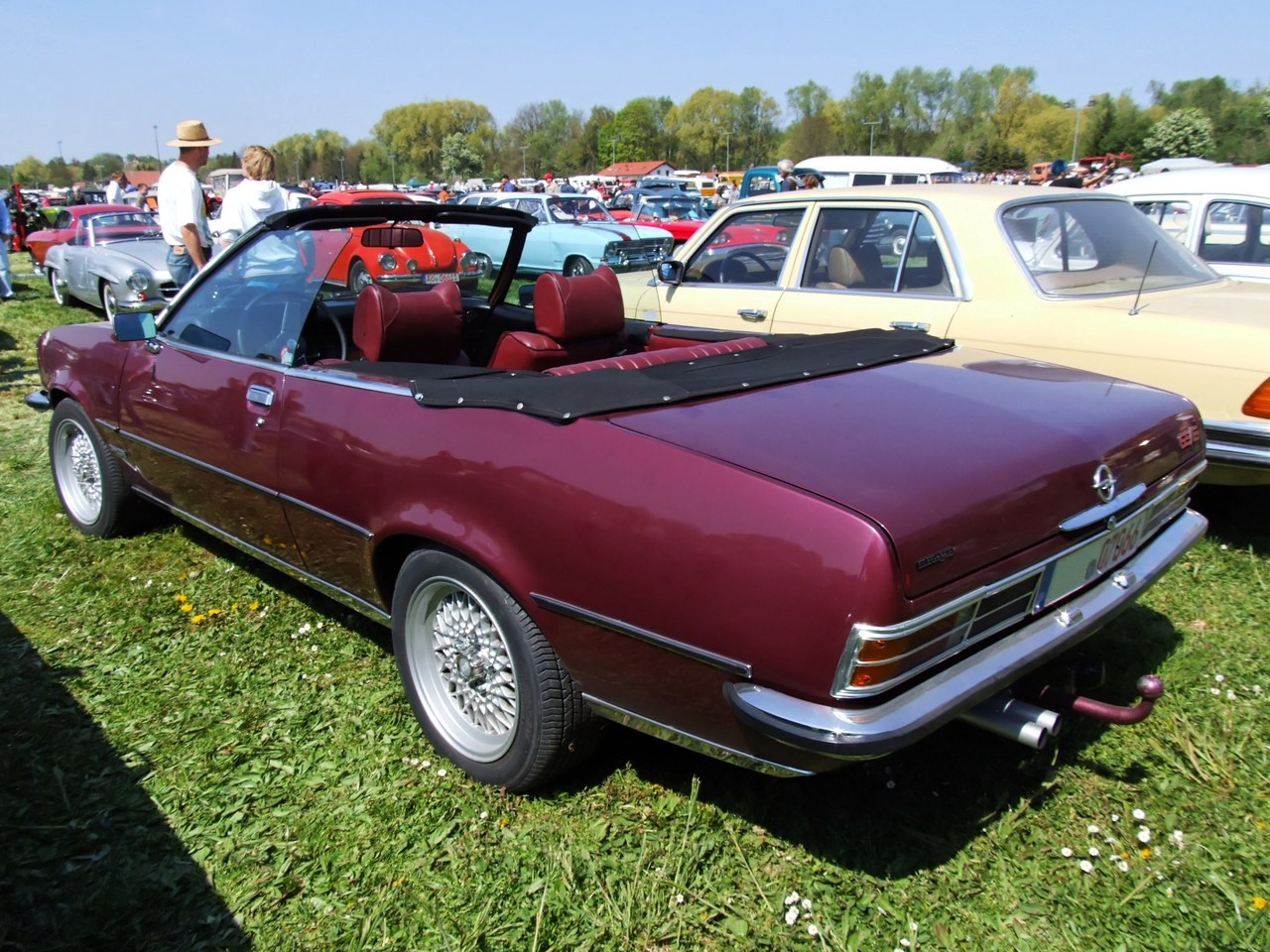
Opel Commodore GS/E con carrocería transformada a descapotable.

### Commodore C (1978–1982)

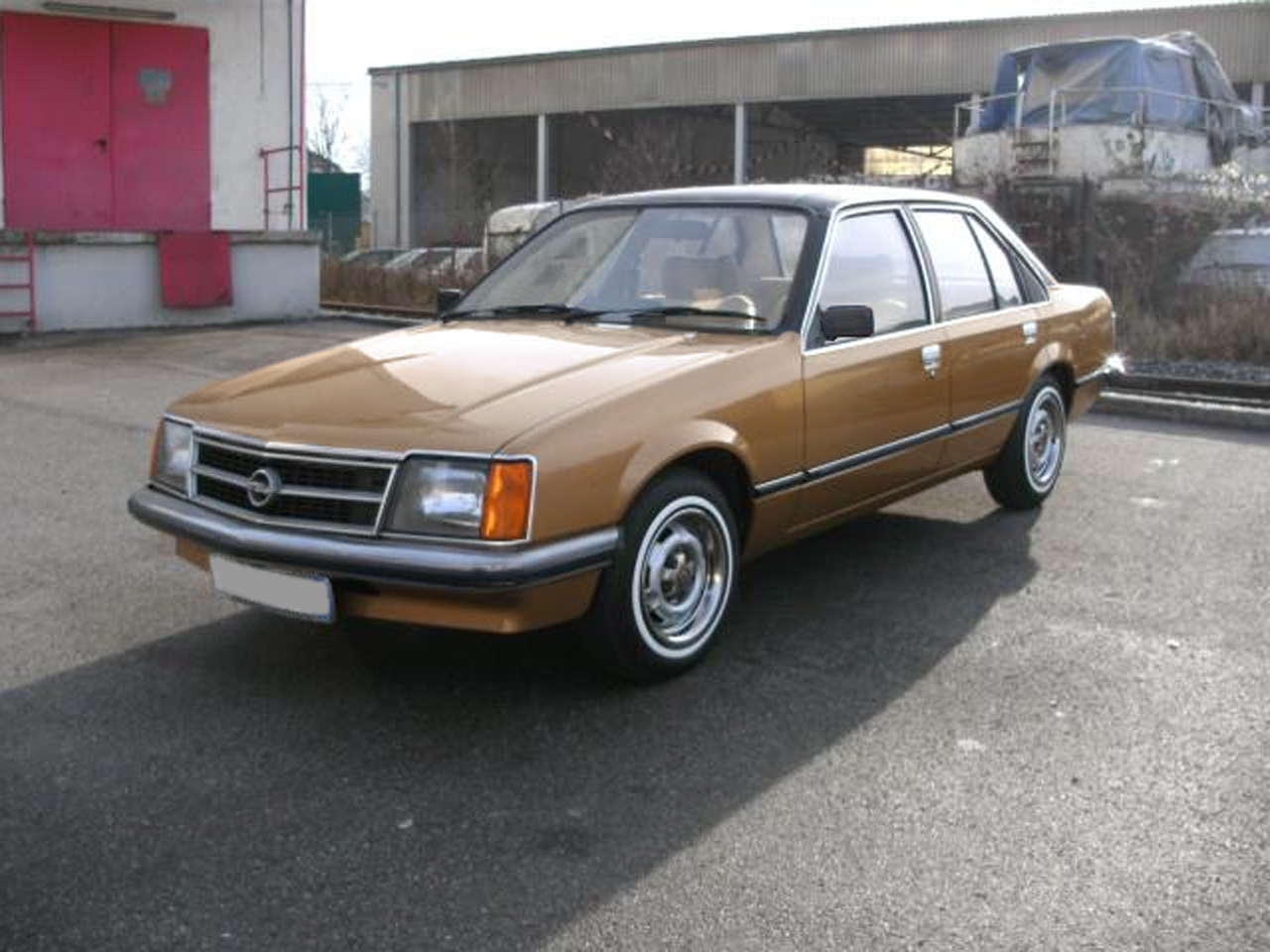
Opel Commodore (1978–1982).

Aunque se presentó en el Salón del Automóvil de Fráncfort de 1977, el Commodore C no se comercializó hasta octubre de 1978, en versiones de carrocería de tres cuerpos con 2 y 4 puertas. Tenía la parte delantera alargada del Opel Senator y el motor de 6 cilindros y 2,5 litros del modelo precedente.
En septiembre de 1980 se montó un cambio de marchas con overdrive, que permitía insertar la quinta velocidad por medio de un mando eléctrico situado en la palanca de cambios. En opción podía equipar un cambio automático de 3 velocidades.
A partir de mayo de 1981 se ofreció también una versión del motor con inyección electrónica L-Jetronic y 130 CV de potencia. Este motor se empleó también en el Senator para completar la gama por abajo (el 2,5 E sustituyó a la versión 2,8 en el Senator y el Monza). Aunque el Commodore C tenía el eje rígido simple y, a partir de la columna A, la carrocería del Opel Rekord E1, en lugar de las tomas de aire de 4 orificios del Rekord se emplearon las de 5 orificios y los frenos de disco ventilados del Senator y el Monza (sólo en el eje delantero) en combinación con los frenos de tambor del Commodore B 2,5 S.
El Commodore contó con numerosas opciones como el control de velocidad, asientos con calefacción, elevalunas y espejos eléctricos, aire acondicionado (excepcionalmente, combinado con un techo solar) y hasta regulación neumática de la altura de la carrocería.

Debido a las escasas ventas, la versión de 2 puertas fue eliminada de la oferta en junio de 1981. A cambio, en abril de 1981 se lanzó una lujosa versión familiar denominada Voyage. Sólo se fabricaron 3.440 unidades de esta versión a lo largo de 16 meses, lo cual convierte al Commodore Voyage en uno de los vehículos más exóticos fabricados en gran serie.

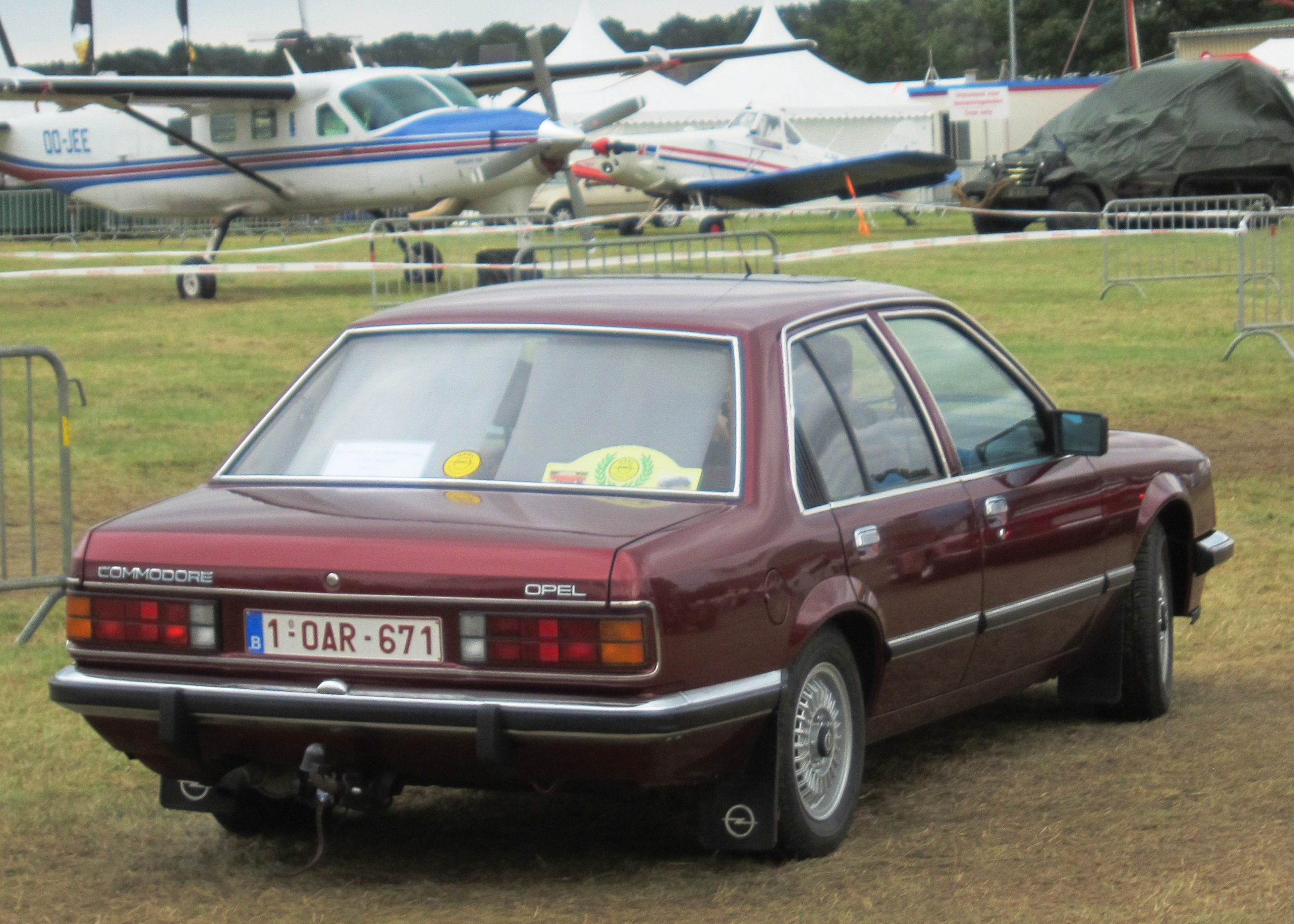
Vista posterior.
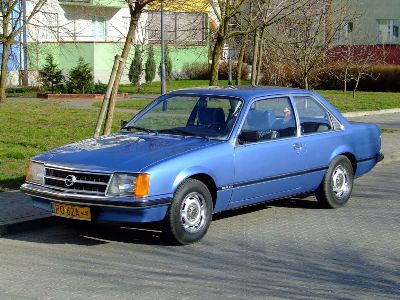
Opel Commodore 2 puertas (1978–1981).
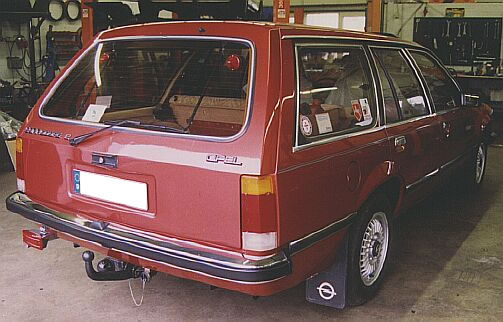
Opel Commodore Voyage (1981–1982).

En agosto de 1982 cesó la producción del Commodore. El segmento de mercado entre el Senator y el Rekord se había estrechado tanto que no hubo sucesor para este modelo. Opel temía además la competencia interna entre el Rekord 2.0 E y el Commodore 2.5 S, así como entre el Commodore 2.5 E y el Senator 2.5 E. De todos modos, en Sudáfrica existió un “Commodore C2” entre la primavera de 1983 y finales de 1989, con la parte delantera del Senator A2 y la zaga del Rekord E2.
En total se fabricaron 80.521 unidades del Commodore C entre agosto de 1978 y agosto de 1982.

## Fuera de Alemania

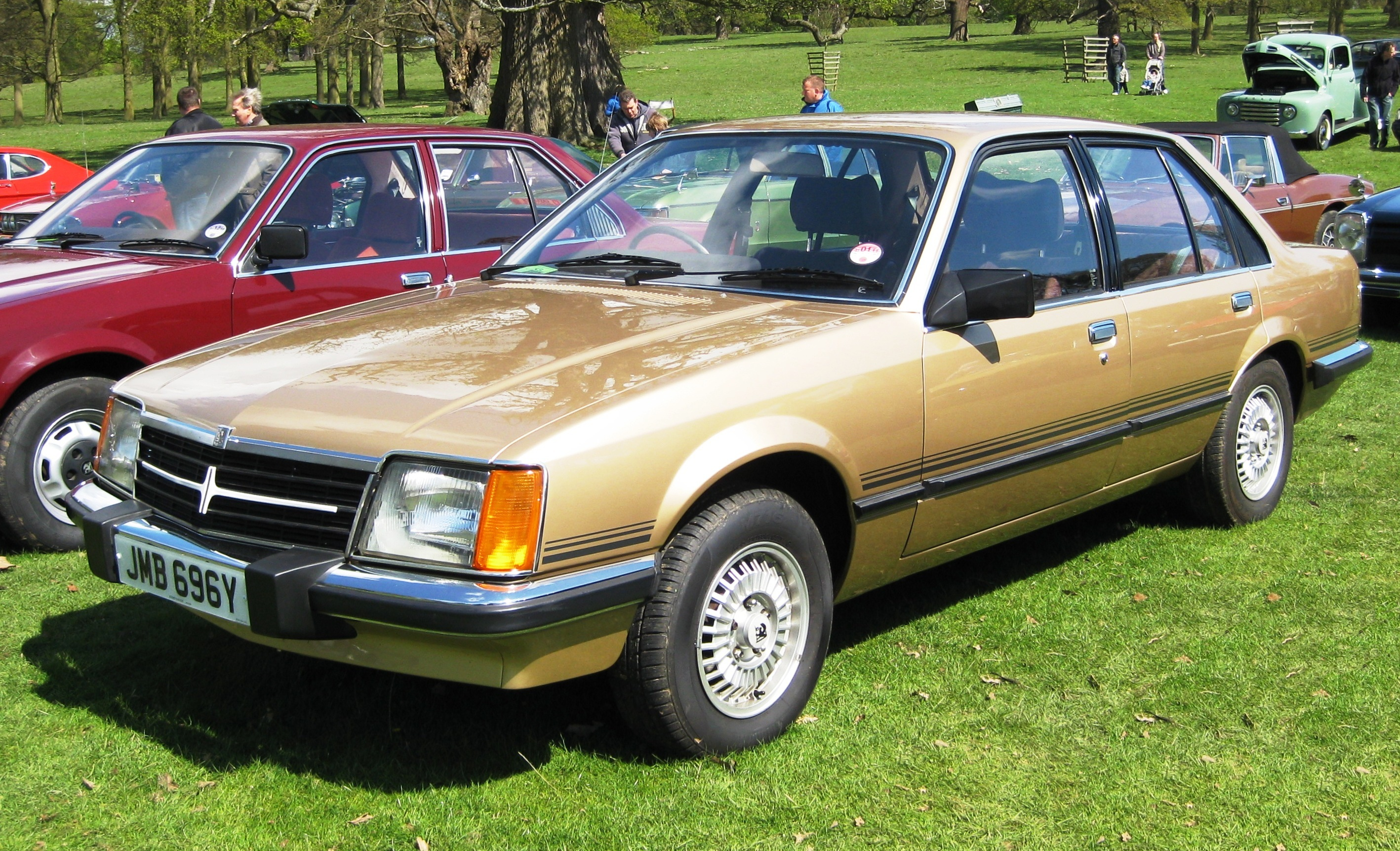
Vauxhall Viceroy (1981–1982).

Todas las versiones fueron comercializadas internacionalmente con distintos nombres y denominaciones, por ejemplo como Vauxhall Viceroy en Gran Bretaña o Holden Commodore en Australia.
Isabel II del Reino Unido fue la distinguida propietaria de un Viceroy Estate de 1981, que utilizaba para transportar a sus Corgis. Los modelos de Holden eran fabricados en Australia, mientras que todos los modelos de Vauxhall salían de las cadenas de montaje de Rüsselsheim. 

## Enlaces
- http://www.opel-commodore-c.com/ – Página web dedicada especialmente al Commodore C. También dispone de numerosos documentos de los demás modelos de Opel, así como de Vauxhall y Holden, de los años 1978 a 1982.
- http://www.senatorman.de/ – Más información sobre el Commodore C y el resto de grandes series de Opel con multitud de imágenes

- Datos: Q1144123
- Multimedia: Opel Commodore / Q1144123